# إيرل منسيل بيكر
إيرل منسيل بيكر هو سياسي أمريكي، ولد في 22 يناير 1940 في فيلادلفيا في الولايات المتحدة. نشط حزبياً في الحزب الجمهوري. وقد انتخب عضو مجلس ولاية بنسيلفانيا ‏.